# Pseudanthessius latus
Pseudanthessius latus är en kräftdjursart som beskrevs av Rolf Dieter Illg 1950. Pseudanthessius latus ingår i släktet Pseudanthessius och familjen Pseudanthessiidae. Inga underarter finns listade i Catalogue of Life.